# Hockenheimer Rheinbogen
Koordinaten: 49° 19′ 6″ N, 8° 31′ 38″ O

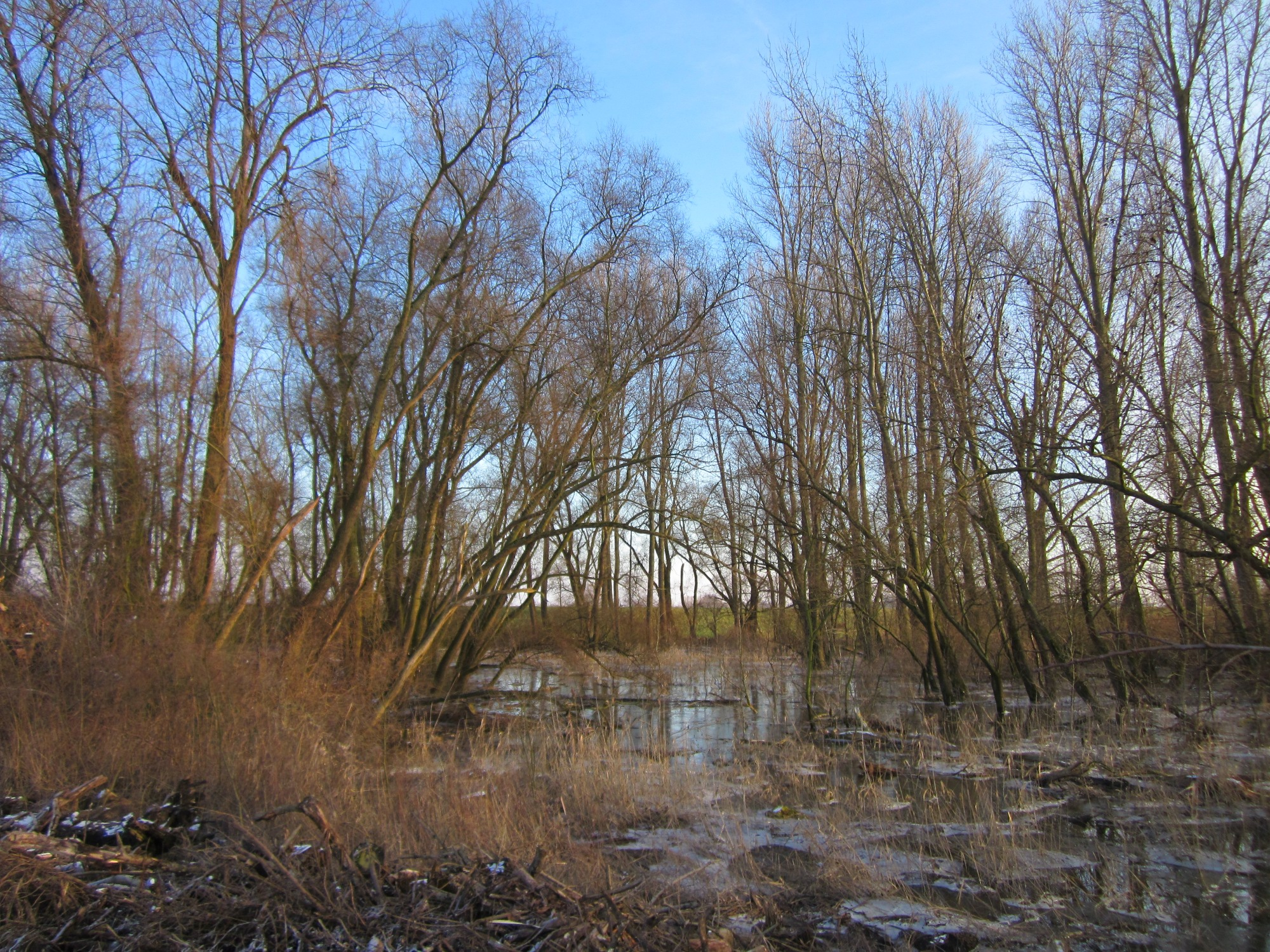
Naturschutzgebiet Hockenheimer Rheinbogen; hier: Silberweiden und Schwarzpappeln im Naturschutzgebiet Tongrube Neuwiesen (Hockenheim) (Februar 2013)

Das aus 30 Teilgebieten bestehende Naturschutzgebiet und das gleichnamige Landschaftsschutzgebiet Hockenheimer Rheinbogen liegt auf dem Gebiet der Gemeinden Altlußheim und Ketsch und der Stadt Hockenheim im Rhein-Neckar-Kreis in Baden-Württemberg.
Das Gebiet erstreckt sich westlich der Kernstadt Hockenheim zwischen dem westlich fließenden Rhein und der östlich verlaufenden B 39 zu beiden Seiten der A 61.

## Bedeutung
Für Altlußheim, Hockenheim und Ketsch ist seit dem 29. Januar 1990 ein 640,4 ha großes Gebiet unter der Kenn-Nummer 2.128 als Naturschutzgebiet ausgewiesen. Es handelt sich um biologisch vielfältige sekundäre Feuchtbiotope (hauptsächlich Ziegeleigruben), die sich zu Lebensräumen von hoher ökologischer Bedeutung in der Kulturlandschaft entwickelt haben. Dazu gehören Reste früher ausgedehnter Grünlandflächen und Vegetation der Sekundärgewässer, die an unterschiedliche Feuchtigkeit angepasst ist: Gräben, Röhrichte, Riedreste, Wiesen, Gebüsche, Hecken und Wälder mit zahlreichen gefährdeten bis vom Aussterben bedrohten Pflanzenarten, Insekten-, Amphibien- und Vogelarten.